# البيضاء (اليمن)

## الموقع
تقع مدينة البيضاء في واد منخفض من الأرض، وهي محاطة بجبال من الجهات الأربع، فمن الشرق يحدها جبل الفريد ومن الغرب جبل حربي ومن الشمال جبل القلعة ومن الجنوب جبل العظيمية. ويشق المدينة نهر من أعلى جبل الضيق، ويسمى نهر الفريد، غير أنه مع قلة الأمطار قد شح فلم يبقَ له أثر.

## التضاريس
تتوزع تضاريس المحافظة بين مرتفعات جبلية وهضاب وسهول واسعة تضم أراضي خصبة ووديان كبيرة منها:
- وادي جواد مرخة :- وهو بالشرق من البيضاء وتصب مياه في الصحراء.
- وادي بيحان :- ويبدأ من البيضاء ويتجه إلى الشمال الشرقي وينزل إلى بيحان ويقسم بلاد المصعبين حتى يصل إلى بيحان القصاب ثم يتجه شرقاً إلى الأحقاف.
- وادي حمرة :- وهو من أهم الأودية، وينبع من جنوب الطفة وجنوب السوادية ومن غرب البيضاء ويتجه إلى الغرب ليصب في محافظة أبين.

## المناخ
معتدل صيفاً وبارد شتاءً في المرتفعات الجبلية ويسود المناطق الصحراوية المناخ الحار أثناء الصيف والمعتدل شتاءً في النهار ويميل إلى البرودة ليلاً.

## أهم المعالم
ومن أهم معالم مدينة البيضاء قلعتها التاريخية الشامخة فوق المدينة، وجامعها الكبير وقلعة الفريد وجامع الرباط الذي يعتبر مركزاً لتعليم العلوم الدينية والرعية، ومقبرة الشعب، ويقام فيها سوق أسبوعي صباح كل يوم خميس.
تضم البيضاء الكثير من المواقع الأثرية والمدن التي كانت مراكز مهمة في تاريخ اليمن الإسلامي. وورثت موقعها كعاصمة لمخلاف سرو مذحج مدينة حصي التي ظلت تحتل هذا المركز حتى أواخر القرن العاشر الهجري. وحصي هذه تقع شرق مدينة البيضاء وهي غنية بالآثار، وقد أصبحت الآن أطلالا.
ومن أبرز معالمها التاريخية مدرسة العامرية التي تعتبر قمّة في الفن المعماري الإسلامي.
تقع محافظة البيضاء إلى الجنوب الشرقي للعاصمة صنعاء، وتبعد عنها بحوالي (267)كيلو متر، ويشكل سكان المحافظة ما نسبته (2.9%) من سكان الجمهورية، وعدد مديرياتها (20) مديرية، ومدينة البيضاء مركز المحافظة، وأهم مدنها مدينة رداع. وتعد الزراعة النشاط الرئيسى لسكان المحافظة، وتنتج المحافظة ما نسبته (2.6%) من إجمالي المحاصيل الزراعية في الجمهورية، وأهمها الخضروات والمحاصيل النقدية فضلاً عن بعض الصناعات الحرفية والتقليدية، وتضم أراضي المحافظة بعض المعادن من أهمها الحديد، التيتانيوم، رمل الزجاج والسيلكيا.
ومن المعالم الأثرية في محافظة البيضاء مدرسة العامرية، قلعة رداع وقلعة البيضاء.

### موقع المحافظة
تقع إلى الجنوب الشرقي من العاصمة صنعاء، وترتفع حوالي (2250 متر) عن مستوى سطح البحر وتبعد عن العاصمة صنعاء مسافة (268) كيلو متراً وتتصل المحافظة بأجزاء من محافظتي مأرب وشبوة من الشمال، أجزاء من محافظتي شبوة وأبين من الشرق، أجزاء من محافظات أبين ولحج والضالع من الجنوب، أجزاء من محافظات الضالع وإب وذمار من الغرب.

### المساحة
تبلغ مساحة المحافظة حوالي (9314) كم2

### السكان
بلغ عدد سكان المحافظة وفقاً لنتائج التعداد العام للمساكن والسكان والمنشآت لعام 2004م (577.369) وينمو السكان سنوياً بمعدل (2.39%).

### التضاريس
تتوزع تضاريس المحافظة بين صحاري ومرتفعات جبلية وهضاب وسهول واسعة تضم أراضي خصبة.

### أولاً المرتفعات
وهي النمط العام لسطح المحافظة حيث تشكل حوالي 70% من مساحته مرتفعات جبلية وتبدو غالباً على شكل سلاسل متواصلة.
ومن الجبال جبل حيد علي ارتفاع (2140)مترا وجبل السماء (2019) متراً ثم المياسر (2040)، وأيضاً من جبال المرتفعات الشرقية جبل مدم (1360) مترا، جبل عنيبة (1760) مترا جبل الهاشاش (1400) متر.

### ثانيا السهول
وتشمل عدة مناطق مختلفة من سطح المحافظة ولكن أشهرها السهول الغربية التي تغطي مساحة شاسعة من مديرية رداع خاصة وسط وشمال المديرية ومنها قاع الفيد أشهر المناطق المستوية تليها السهول الشمالية الغربية.

### المناخ والبيئة
معتدل صيفاً وبارد شتاءاً في المرتفعات الجبلية ويسود المناطق الصحراوية المناخ الحار أثناء الصيف والمعتدل شتاءاً في النهار ويميل إلى البرودة ليلاً.
الأمطار:
تسقط الأمطار في فصلي الخريف والصيف في معظم مديريات المحافظة باستثناء مديرية مكيراس وبعض الأجزاء الشمالية الشرقية حيث تسقط في فصل الصيف فقط.

### الغطاء النباتي
يرتبط بكميات الأمطار المتساقطة علي السطح في فصلي الصيف والخريف أنه يتنوع فوق سطح المحافظة تبعاً لتفاعل الظروف المناخية من ناحية التركيب الصخري والطبيعية من ناحية أخرى ففي الشمال تكون عارية من الغطاء النباتي وتسود فيه أنواع من الحشائش والنباتات.
وتصنف إلى نوعين هما:
النباتات الطبيعية الحولية
النباتات الطبيعية المعمرة

### الحياة البرية

#### الطيور
توجد أنواع متعددة من الطيور والجوارح في المحافظة أشهرها الخطاف والحدأة والغراب وهناك طيور صغيرة توجد في جنوب المحافظة.
الحيوانات:
توجد الفهود والنمور وتقع في الجنوب. وتوجد أيضاً الثعالب (والنسناس) وهي أنواع من القردة الصغيرة وكذلك الأوبار.

### السياحة في محافظة البيضاء
من مدن المحافظة السياحية رداع (55 كيلومترا من ذمار)، وهي من المواقع التاريخية المزارة، وقد سكنها الملك الحميري الشهير (شمريهرعش) وكانت مركز الدولة الطاهرية خلال القرن الخامس عشر الميلادي، أهم معالم رداع مدرسة العامرية وقلعتها الأثرية ومن المعالم التاريخية (المقرانة)، ومن الحصون حصن الجناح الأكبر الذي سكنه الأقيال.

#### المعالم الأثرية والتاريخية
مديرية البيضاء:
مدينة البيضاء،
قلعة البيضاء، سوق شمر،
مديرية مكيراس، جبل رداع، أمعادية، وادي شرجان، سد وادي شرجان، أهم بقايا وادي شرجان، حصن مروجة، قرية حسين، شرمان،
مديرية الصومعة: مدينة حَصِى (السرو), مديرية مسورة: شيعان،
مديرية السوادية: ردمان (المعسال), وعلان (المعسال), هجر قانية، قلعة السوادية،
مديرية رداع: مدينة رداع، المدرسة العامرية، مسجد ومدرسة البعدانية، مسجد ومدرسة البغدادية، مسجد العوسجة، مسجد إدريس، قلعة رداع، مدينة ريام، موكل صباح،
مديرية الزاهر: حصن قيس، جبل سودة

#### أسماء المعالم السياحية حسب تصنيفها
المعالم السياحي
مديرية البيضاء-المركز الإداري
مدينة البيضاء
قلعة البيضاء
سوق شمر
مديرية مكيراس
جبل رداع
أمعادية
وادي شرجان
سد وادي شرجان
أهم بقايا وادي شرجان
حصن مروجة
قرية حسين
شرمان
جبل امحافة
مديرية الصومعة
حَصِى (السرو)
مدينة حَصِى
مديرية مسورة
شيعان
مديرية السوادية
ردمان (المعسال)
وعلان (المعسال)
قلعة السوادية
هجر قانية
مديرية رداع
مدينة رداع
المدرسة العامرية
مسجد ومدرسة البعدانية
مسجد ومدرسة البغدادية
مسجد العوسجة
مسجد إدريس
قلعة رداع
مدينة ريام
موكل صباح
مديرية الزاهر
حصن قيس
جبل سودة
الينابيع الطبيعية المعدنية والكبريتية

#### أهم الينابيع في المحافظة
اسم الحمام
المديرية
الموقع
عرش بلقيس
رداع
يقع وسط مدينة رداع وهو عبارة عن أبخرة كبريتية متصاعدة، يتم التداوي بواسطة التعرض للأبخرة المتصاعدة.
الصافية المصلى
رداع
يقع وسط مدينة رداع وهو عبارة عن أبخرة كبريتية متصاعدة، يتم التداوي بواسطة التعرض للأبخرة المتصاعدة.
علي
الطفة
يقع في مدينة الطفة ويبعد عن أقرب طريق مسفلت حوالي (20 كم) عبر طريق ترابية معبدة وهو عبارة عن غيل حار، يتم التداوي بواسطة الاغتسال والشرب.

#### اسم الفنادق في المحافظة
اسم الفندق
العنوان
الفئــة
فندق القلعة البيضاء
ـ
**
فندق التاج الذهبي
شارع العامر
ـ
فندق بيروت السياحي
المصلى
ـ
فندق ومطعم العباهي
الصافية رداع
ـ
فندق أضواء اليمن
ـ
ـ
فندق الإخوة
ـ
ـ
فندق الجزيرة
الشارع العام
ـ
فندق اليرموك
الشارع العام
ـ
فندق قصر الصداقة
الشارع العام
ـ
فندق سام
الشارع العام
ـ

#### الأسواق الشعبية
تنتشر العديد من الأسواق الشعبية في مختلف مديريات محافظة البيضاء تعرض فيها منتجات الصناعات الحرفية والمشغولات اليدوية والمنتجات الزراعية، أهمها وأشهرها:
اسم السوق
المديريات
موعد إقامة السوق
سوق رداع
مديرية رداع
طوال أيام الأسبوع
سوق السوادية
مديرية السوادية
طوال أيام الأسبوع
سوق نعمان
مديرية نعمان
طوال أيام الأسبوع ما عدا يوم الجمعة
سوق ذي ناعم
مديرية ذي ناعم
الجمعة
سوق الطفة
مديرية الطفة
السبت
سوق ناطع.
مديرية ناطع
الخميس
سوق البيضاء
مديرية البيضاء
الخميس
سوق وادي شرس
مديرية شرس
الأحد
مديريات المحافظة - عددها (20) وهي:
| مديرية        | عدد المساكن | عدد الأسر | الذكور | الأناث | الإجمالي |
| نعمان         | 1004        | 1198      | 5014   | 4238   | 9252     |
| ناطع          | 1622        | 1622      | 7347   | 6257   | 13604    |
| مسوره         | 687         | 699       | 3646   | 3392   | 7038     |
| الصومعة       | 5672        | 5161      | 22226  | 22647  | 44873    |
| الزاهر        | 2739        | 2865      | 12614  | 13090  | 25704    |
| ذي ناعم       | 3011        | 2926      | 12657  | 13102  | 25759    |
| الطفه         | 3103        | 2818      | 13890  | 13802  | 27692    |
| مكيراس        | 6094        | 5200      | 20101  | 21414  | 41515    |
| مدينة البيضاء | 4064        | 3825      | 15888  | 13965  | 29853    |
| البيضاء       | 5442        | 4957      | 19429  | 20860  | 40289    |
| السواديه      | 2645        | 2607      | 13635  | 13128  | 26763    |
| ردمان         | 2098        | 2065      | 10198  | 9952   | 20150    |
| رداع          | 7053        | 7058      | 30373  | 26009  | 56382    |
| القريشيه      | 3642        | 3505      | 15062  | 14463  | 29525    |
| ولد ربيع      | 2414        | 2372      | 9984   | 9443   | 19427    |
| العرش         | 5946        | 5883      | 23228  | 22545  | 45773    |
| صباح          | 3436        | 3466      | 13611  | 13861  | 27472    |
| الرياشيه      | 2543        | 2624      | 11094  | 11748  | 22842    |
| الشرية        | 3610        | 3638      | 17444  | 16429  | 33873    |
| الملاجم       | 2993        | 3082      | 14889  | 14684  | 29573    |

الإجمالي مع الفئات الخاصة والأسر الأجنبية في المحافظة:
| عدد المساكن | عدد الأسر | الذكور | الإناث | الإجمالي |
| 69818       | 67572     | 292337 | 285032 | 57       |

مدينة البيضاء (هي نقشوم القديمة) مدينة يمنية تابعة لمحافظة البيضاء في وسط اليمن، بلغ عدد سكانها 29,853 نسمة حسب التعداد السكاني لعام 2004  تقع إلى الجنوب الشرقي من صنعاء، وعلى بعد 268 كم منها. وترتفع عن سطح البحر حوالي 1800 متر.
ورثت مدينة البيضاء موقعها كعاصمة ل"سرو مذحج (مدينة حصي) التي ظلت تحتل هذا المركز حتى أواخر القرن العاشر الهجري، وحصي هذه تقع شرق مدينة البيضاء وهي غنية بالآثار، وقد أصبحت الآن أطلالاً. ويسود مدينة البيضاء طابع معماري قوامه الحجارة في الطوابق السفلية والطين في الطوابق العلوية، مع وجود بعض المنازل المبنية بالحجارة في نمط خاص بمحافظة البيضاء وبعض المناطق المجاورة.
حكام البيضاء ما بين 1540م-1962مـ...

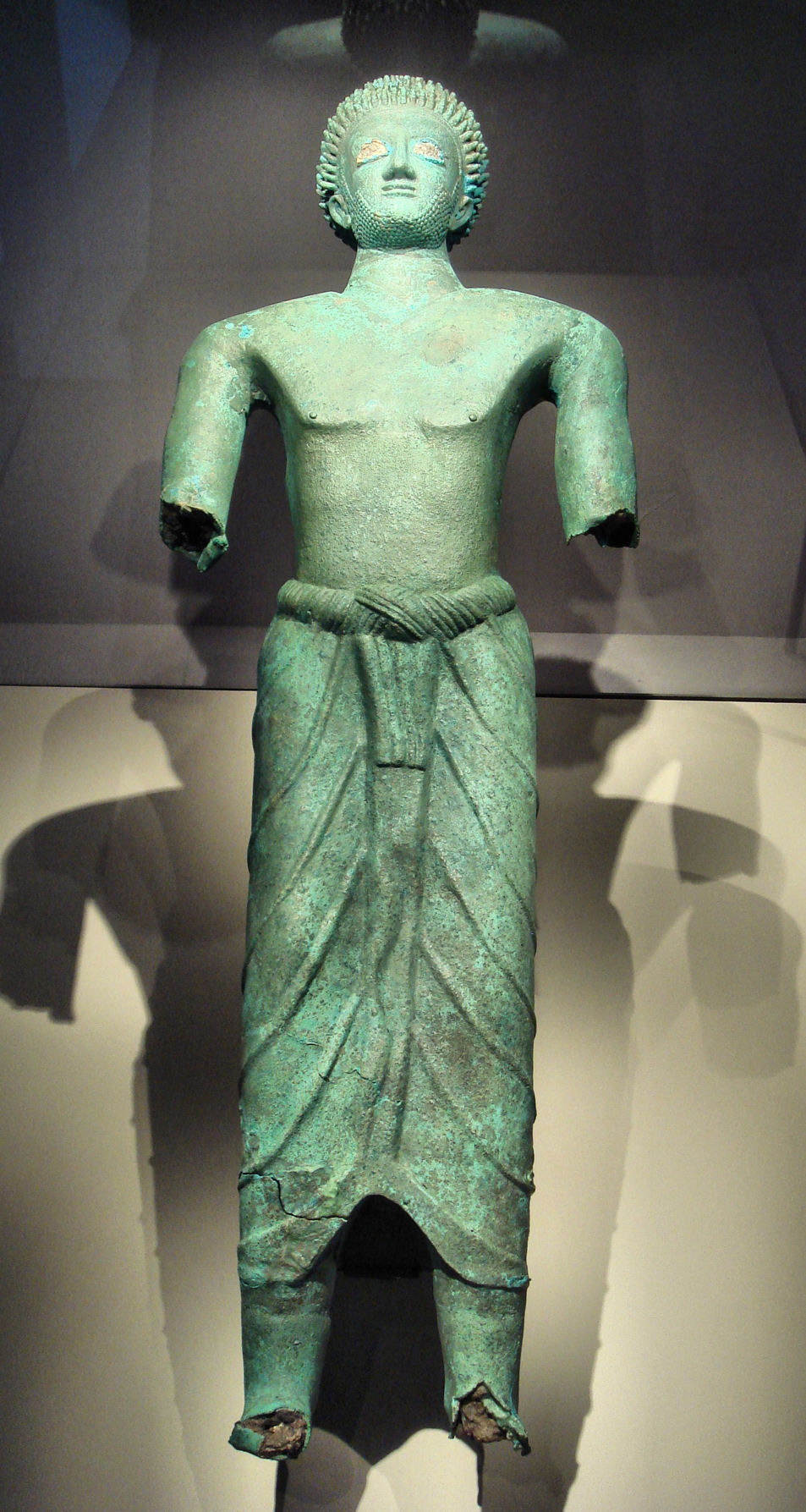
تمثال برونزي سبئي قديم مع نقش سبئي لهوتر عثت بن رضو إل من أُسرة شللم الصورة للتمثال عندما تم ترميمه في فرنسا ويبلغ ارتفاعه 41سم.

ظهرت حركات التمرد في اليمن خلال فترة حكم الدويلات اليمنية المستقلة منذ قيام دولة بني زياد وحتى نهاية آخر سلاطين بني طاهر عام 1526م والذي تنافسوا مع الأئمة الزيديين على حكم اليمن وتحالف الزيديون مع المماليك ضد بني طاهر حتى دخل الأتراك اليمن على أنقاض الدولة الطاهرية 1538 ميلادي.
أخذت منطقة سرو مذحج (البيضاء) بالتمرد عن الدولة الطاهرية وقامت معارك إخضاع للدولة الكبرى (بني طاهر) وشنت الحملات العسكرية على يد السلطان الظاهر عامر بن عبد الوهاب الطاهري حتى وصل إلى البيضاء (حصن البيضاء) وفي 17 ربيع الآخر من عام 907هـ الموافق 1501 ميلادية أخذ الظاهر عامر بن عبد الوهاب حصن مدينة بيضاء حصي المسمى بشمر جناح قهرا بالسيف وهو حصن عظيم بالمنعة وانقطعت بأخذه مادة الفساد في البلاد الشرقية ولازم الظافر المحطة بنفسه وحوصر من شهر ذي الحجة سنة 907هـ حتى شهر ربيع الآخر سنة 908هـ وقبض على علي بن مزاحم وقتل أخيه أبو بكر بن مزاحم فلما علم أهل حصن مفلحه وحصن كلب وحصن رداع الحرامي بقبض حصن البيضاء سلموا حصونهم راضيين ..
واستمرت حركات التمرد خصوصاً في ظل الغزو العثماني منذ العام 1526ميلادي وحتى عام 1538ميلادية بعد أن دخلت الحملة التركية العسكرية إلى اليمن وانقضت على دولة بني طاهر وسيطر الأتراك على
أجزاء كبيرة من اليمن بما فيها صنعاء والمخاء وزبيد وصلهد وكوكبان الطويلة ومأرب وعدن .. وبقي الأئمة الزيديون يسيطرون على المنطقة الجبلية الشمالية الممتدة من صعدة شمالا إلى ذمار ورداع جنوبا .
وبانتهاء الحكم العثماني الأول عام 1636م تمتعت اليمن باستقلالها الذاتي إلا أن مقاطعات الجنوب التي عرفت في الماضي بالشرق انفصلت عن اليمن بعد الانسحاب التركي وأصبحت مجزئة إلى سلطنات ومقاطعات مثل، يافع، الفضلي، الرصاص، الواحدي، العولقي، لحج، الهيثمي، الكثيري. .
وفي البيضاء (سرو مذحج) اجمعت عدد من قبائل سرو مذحج المحيطة بحصي على تولية الشيخ الرصاصي (السلطان الرصاص) سلطاناً عليهم وذلك خلفاً لآل مزاحم الذين قضى عليهم الظاهر (السلطان عامر بن عبد الوهاب الطاهري) لقيادتهم في الدفاع عن أراضيهم ضد الأئمة من جهة وضد الأتراك (الدولة العثمانية) من جهة وذلك في منتصف القرن السادس عشر ما بين عامي 1540 و 1546 للميلاد .
واستمر الأئمة الزيديون في مد توسعهم في الأجزاء الجنوبية والشرقية لليمن حيث قام الإمام المتوكل إسماعيل ابن القاسم عام 1054هـ 1644ميلادية بتجهيز ابن أخيه صفي الإسلام أحمد بن الحسن ابن الإمام على بلاد الأمير حسين بن عبد القادر وهي عدن ولحج وأبين واستولى عليها وفي عام 1065 هـ 1654 ميلادية وجه الإمام المتوكل ابن القاسم وجه أحمد ابن الحسن إلى ناحية البيضاء وفتحها بعد حرب كبيرة اجتمع فيها الرصاص واليافعي والعلوقي والجراش وقُتل فيها السلطان حسين بن أحمد الرصاص الذي خلف أبيه وكانت معركة نجد السلف والتي قطع رأس السلطان حسين بن أحمد فيها بالحسام وحمل إلى الإمام المتوكل إسماعيل ابن القاسم
يقول الدكتور علوي العولقي في كتابة تاريخ قبائل العوالق:
في عام 1648 م وثب بدر بن عبد الله بن عمر على عمه السلطان بدربن عمر بحصن (سيئون) وقبض عليه وعلى ابنه محمد المردوف وسجنهما في حصن ديمه وطلب بدر من عمه أن يخلع نفسه من السلطنة ولما وصلت تلك الأنباء إلى المتوكل إسماعيل أرسل طالبا من بدر أن يطلق سراح عمه إلا أنه رفض أمر الإمام
إسماعيل بتجهيز جيش للزحف على حضرموت ولم يكن لهذا الجيش طريق إلى حضرموت غير العبور عبر
أراضي سلطنات البيضاء والعوالق ويافع والحوشبي والواحدي والفضلي والتي كانت حينها دويلات مستقلة
يحكمها سلاطين محليين بعيدا عن سيطرة الإمام وخشي هؤلاء السلاطين على بلادهم من طموح الإمام في
ضم بلادهم فرفضوا طلب الإمام بالمرور عبر أراضيهم وكان أشدهم تعصبا سلطان البيضاء حسين الرصاص
الذي كانت بلاده الأقرب لحدود اليمن واتصل السلطان حسين الرصاص بسلطان العوالق منصر العولقي والبقيه
واتفقوا على الرفض وأعدوا أنفسهم لما قد تتمخض عنه الأمور
وفي وصف الكبسي للقتال المريربين جيش الإمام ورجال القبائل عام 1654 قائلا:
ولما سئم الرصاص من الانتظار بادر إلى ذي كرت بجيش كبير فرمى أولاد الإمام بنفوسهم على نجد السلف
وانقض جيمعهم على الشيخ حسين ومن والاه وقصد صفي الإسلام أحمد مركزه فاشتجرت الرماح واشتد الكفاح
واختلف الرصاص وحينما رأى منصر العولقي ذلك انسحب من الميدان وتبعته قبائل يافع بمن بقى وبقي السلطان حسين الرصاص وحيدا في الميدان ولكنه ثبت رغم أنه صار هدفا للرماح والرصاص وأمر الصفي
عساكره باستعمال السلاح الأبيض بدلاً من البنادق خوفاً من نفاذ الذخيرة واختلط الفريقان في معركة حاسمة
ووقع حسين الرصاص قتيلا وجميع من معه من الرجال وقد أمر الصفي بقطع رأسه وارسلوه إلى الإمام
وتدفق عساكر السلطان على مخيم السلطان حسين ونهبوا كل ما فيه من أموال وذخائر وانسحب السلطان بجيشه واهله إلى البيضاء
ثم تدفق جيش الإمام إلى يافع ودارت معارك في 19جمادى الآخر سنة 1065هجرية الموافق 1654 في سفح جبل العر واحتلت جيوش الإمام الجبل ثم دخلوا (مرقد) ثم أحاطت قبائل يافع بمرقد وحاصروا عسكر الإمام وأرسل الصفي بمدد لإنقاذ جيشه المحاصر حيث تمكن من قهر قبائل يافع التي انهزمت وطلبت الأمان بعد ذلك دخل
عسكر الإمام بلدة الموسطة وتولى السيد شرف الدين بن المطهر أميرا عليها ثم أمر الإمام أن يكون ابن أخيه
الحسين بن الحسن القاسم بأن يكون حاكما على البيضاء ويافع .

وتعاهد أمراء وسلاطين الجنوب والشرق بالخروج عن طاعة الأئمة الذي اعتراه الضعف والانهيار نتيجة التنافس على الإمامة وعدم الاستقرار في الحكم مما شجّع هؤلاء الأمراء وبالذات اليافعي والرصاص والفضلي والعولقي والهيثمي في دثينة العبدلي في لحج من الخروج عن طاعة الدولة المركزية في صنعاء .
حيث اجتمعت كلمة يافع على طاعة الشيخ صالح بن أحمد هرهره وأقاموه سلطانا عليهم وأناطوا به بمهمة إنقاذهم من حكم الأئمة وقد حالف السلطان معوضه بن عفيف اليافعي سلطان القارة وبدأت حركة التمرد بيافع وانتصرت وعندها انضم إلى حركة التمرد السلطان أحمد بن علي الرصاص والسلطان صالح بن منصور العولقي وأمير (مرخه) قاسم بن شعفل ثم ولده الأمير أحمد وقاد السلاطين المذكورين جميع قبائل يافع العلياء والسفلى وبنير والعوالق السفلى والعليا وحالمين وآل فضل واستمرت المعارك حتى عام 1733م .

ففي عام 1702م اجتمع السلطان قحطان والسلطان أحمد بن علي الرصاص والسلطان منصر العولقي في العرو وحسموا الخلاف الحاصل بين السلطان قحطان والسلطان أحمد بن علي الرصاص بخصوص أطراف أبين وفيها استمال الإمام السلطان عبد الله بن أحمد الفضلي وأعانه (هذا المذكور) بمدافع وجنود كثيرة وحاصروا الطرية بأبين وضربوها بالمدافع حتى سلم الشيخ صالح بن سليمان الكندي والأمير امين القلعة وانحازوا إلى يافع ثم انبأ عمال الامام إلى السلطان عبد الله بن احمد الفضلي وندم واجتمع بالسلطان أحمد بن علي الرصاص والسلطان قحطان بسيلة كلد أسفل ذي ناخب وحالفهم على محاربة جنود الإمام وأخرجهم من أبين وفي نفس العام المذكور استولى السلطان قحطان على عدن ولحج ثم استردها جند الإمام في العام نفسه .
وتحالفت سرو مذحج بقيادة السلطان الرصاص بشكل صوري لدولة الأئمة رغم المناوشات المتباينة حتى حدثت حرب 1919 ميلادية بين عدد من قبائل المنطقة (حلف آل حميقان) والسلطان الرصاص حسين بن أحمد الرصاص (الثاني) وحلفاؤه من قبل الإمام بعد مقتل أخيه الشيخ صالح بين أحمد الرصاص، فكان هذا ما أشعل فتيل الحرب واستعان السلطان على قبائل البيضاء المتمردة علية بمساندة الإمامة في ذاك الوقت فأرسل الإمام قبائل عدة منها قيفة وخولان والحدأ وبعض القبائل الشمالية مع قبائل السلطان ضد المتمردين بقيادة الشامي وعلى هذا الأساس قامت معارك ضارية في البيضاء وما حولها وكانت الغلبة لصالح السلطان وتم إخضاع القبائل ... ... وبعد هزيمة قبائل البيضاء سيطر الإمام على مدينة البيضاء وحاول مد نفوذه على القبائل المحيطة (البنير. بني أرض) ودخلت البيضاء في معارك ضارية مرة أخرى وعلى سنين طويلة بين قبائل البيضاء وعلى رأسهم السلطان الرصاص وبين الأئمة (الدولة المتوكلية) بقيادة ابن الوزير مندوب الإمام على البيضاء في محاولة لإجبار ابن الوزير على مغادرة البيضاء، وفرضت القبائل حصاراً على مدينة البيضاء حيث كان ابن الوزير مرابطاً مع جيشه فيها.. وأخضعت البيضاء لحكم الأئمة في عام 1340هـ 1930 ميلادي
```
واستمرت الثورات ضد التواجد الزيدي وقامت ثورة في العام 1940 بقيادة الدباغ ضد الامام وقضى عليها الإمام بقوة عسكرية ولجأ آل الرصاص إلى منطقة مسورة وكانو يقومون بعمليات مقاومة ضد القوات الملكية. ولم يستقر الحكم للأئمة في البيضاء إلا بعد أن قام البريطانيون بالقبض على السلطان حسين بن أحمد الرصاص وأحد أبنائه عند عودتهما من الحج في مطار عدن، وتسليمه للإمام أحمد بن حميد الدين، فأودع السجن ومكث فيه حتى قامت الثورة عام 1962م وتم الإفراج عنه وتم تعيينه محافظاً للبيضاء. وخلفه إبنه الشيخ صالح بن حسين الرصاص وفي عام 1968م تعرضت قوات الشيخ صالح بن السلطان حسين بن أحمد الرصاص 
```

سلطان مسورة للهجوم في حصن المعلا إبان فترة حرب استقلال الجنوب، وقتل في ذلك الحصن ...
جمع وقراءة سر آل صبر .